# Kenya i olympiska sommarspelen 2016
Kenya deltog med 89 deltagare vid de olympiska sommarspelen 2016 i Rio de Janeiro. Totalt tog de kenyanska tävlande 13 medaljer, varav sex guld.

## Medaljörer
| Medalj | Namn              | Sport     | Gren                     | Datum      |
| ------ | ----------------- | --------- | ------------------------ | ---------- |
| Guld   | Jemima Sumgong    | Friidrott | Damernas maraton         | 14 augusti |
| Guld   | David Rudisha     | Friidrott | Herrarnas 800 m          | 15 augusti |
| Guld   | Faith Kipyegon    | Friidrott | Damernas 1 500 m         | 16 augusti |
| Guld   | Conseslus Kipruto | Friidrott | Herrarnas 3 000 m hinder | 17 augusti |
| Guld   | Vivian Cheruiyot  | Friidrott | Damernas 5 000 m         | 20 augusti |
| Guld   | Eliud Kipchoge    | Friidrott | Herrarnas maraton        | 21 augusti |
| Silver | Vivian Cheruiyot  | Friidrott | Damernas 10 000 m        | 12 augusti |
| Silver | Paul Tanui        | Friidrott | Herrarnas 10 000 m       | 13 augusti |
| Silver | Hyvin Jepkemoi    | Friidrott | Damernas 3 000 m hinder  | 15 augusti |
| Silver | Boniface Mucheru  | Friidrott | Herrarnas 400 m häck     | 18 augusti |
| Silver | Hellen Obiri      | Friidrott | Damernas 5 000 m         | 20 augusti |
| Silver | Julius Yego       | Friidrott | Herrarnas spjutkastning  | 20 augusti |
| Brons  | Margaret Wambui   | Friidrott | Damernas 800 m           | 20 augusti |

## Boxning
| Boxare             | Gren          | Omgång 1              | Omgång 2             | Kvartsfinal           | Semifinal            | Final                | Final            |
| Boxare             | Gren          | Motståndare Resultat  | Motståndare Resultat | Motståndare Resultat  | Motståndare Resultat | Motståndare Resultat | Placering        |
| ------------------ | ------------- | --------------------- | -------------------- | --------------------- | -------------------- | -------------------- | ---------------- |
| Peter Mungai Warui | Lätt flugvikt | Bye                   | Lü B (CHN) W 2–1     | Argilagos (CUB) L 0–3 | Gick inte vidare     | Gick inte vidare     | Gick inte vidare |
| Benson Gicharu     | Bantamvikt    | Erdenebat (MGL) L 0–3 | Gick inte vidare     | Gick inte vidare      | Gick inte vidare     | Gick inte vidare     | Gick inte vidare |
| Rayton Okwiri      | Weltervikt    | Zamkovoj (RUS) W 2–1  | Rabii (MAR) L 0–3    | Gick inte vidare      | Gick inte vidare     | Gick inte vidare     | Gick inte vidare |

## Bågskytte
| Bågskytt       | Gren                          | Rankningsomgång | Rankningsomgång | Omgång 1           | Omgång 2          | Omgång 3          | Kvartsfinal       | Semifinal         | Final / BM        | Final / BM       |
| Bågskytt       | Gren                          | Poäng           | Seed            | Motståndare Poäng  | Motståndare Poäng | Motståndare Poäng | Motståndare Poäng | Motståndare Poäng | Motståndare Poäng | Placering        |
| -------------- | ----------------------------- | --------------- | --------------- | ------------------ | ----------------- | ----------------- | ----------------- | ----------------- | ----------------- | ---------------- |
| Shehzana Anwar | Damernas individuella tävling | 579             | 62              | Ki B-b (KOR) L 1–7 | Gick inte vidare  | Gick inte vidare  | Gick inte vidare  | Gick inte vidare  | Gick inte vidare  | Gick inte vidare |

## Friidrott
Förkortningar
- Notera– Placeringar avser endast det specifika heatet.
- Q = Tog sig vidare till nästa omgång
- q = Tog sig vidare till nästa omgång som den snabbaste förloraren eller, i fältgrenarna, genom placering utan att nå kvalgränsen
- NR = Nationellt rekord
- N/A = Omgången fanns inte i grenen
- Bye = Idrottaren behövde inte tävla i omgången

Herrar
Bana och väg
| Idrottare            | Gren                         | Heat     | Heat      | Semifinal        | Semifinal        | Final            | Final            |
| Idrottare            | Gren                         | Resultat | Placering | Resultat         | Placering        | Resultat         | Placering        |
| -------------------- | ---------------------------- | -------- | --------- | ---------------- | ---------------- | ---------------- | ---------------- |
| Mike Mokamba         | Herrarnas 200 meter          | DNS      | DNS       | Gick inte vidare | Gick inte vidare | Gick inte vidare | Gick inte vidare |
| Carvin Nkanata       | Herrarnas 200 meter          | 21,43    | 8         | Gick inte vidare | Gick inte vidare | Gick inte vidare | Gick inte vidare |
| Raymond Kibet        | Herrarnas 400 meter          | 46,15    | 5         | Gick inte vidare | Gick inte vidare | Gick inte vidare | Gick inte vidare |
| Alphas Kishoyian     | Herrarnas 400 meter          | 46,74    | 6         | Gick inte vidare | Gick inte vidare | Gick inte vidare | Gick inte vidare |
| Alex Sampao          | Herrarnas 400 meter          | 46,62    | 7         | Gick inte vidare | Gick inte vidare | Gick inte vidare | Gick inte vidare |
| Alfred Kipketer      | Herrarnas 800 meter          | 1:46,61  | 1 Q       | 1:44,38          | 1 Q              | 1:46,02          | 7                |
| Ferguson Rotich      | Herrarnas 800 meter          | 1:46,00  | 2 Q       | 1:44,65          | 4 q              | 1:43,55          | 5                |
| David Rudisha        | Herrarnas 800 meter          | 1:45,09  | 1 Q       | 1:43,88          | 1 Q              | 1:42,15          | 1                |
| Asbel Kiprop         | Herrarnas 1 500 meter        | 3:38,97  | 1 Q       | 3:39,73          | 1 Q              | 3:50,87          | 6                |
| Ronald Kwemoi        | Herrarnas 1 500 meter        | 3:38,33  | 2 Q       | 3:39,42          | 1 Q              | 3:56,76          | 13               |
| Elijah Manangoi      | Herrarnas 1 500 meter        | 3:46,83  | 2 Q       | DNS              | DNS              | Gick inte vidare | Gick inte vidare |
| Isiah Koech          | Herrarnas 5 000 meter        | 13:25,15 | 12        | i.u.             | i.u.             | Gick inte vidare | Gick inte vidare |
| Charles Muneria      | Herrarnas 5 000 meter        | 13:30,95 | 12        | i.u.             | i.u.             | Gick inte vidare | Gick inte vidare |
| Caleb Ndiku          | Herrarnas 5 000 meter        | 13:26,63 | 6         | i.u.             | i.u.             | Gick inte vidare | Gick inte vidare |
| Geoffrey Kamworor    | Herrarnas 10 000 meter       | i.u.     | i.u.      | i.u.             | i.u.             | 27:31,94         | 11               |
| Bedan Karoki Muchiri | Herrarnas 10 000 meter       | i.u.     | i.u.      | i.u.             | i.u.             | 27:22,93         | 5                |
| Paul Tanui           | Herrarnas 10 000 meter       | i.u.     | i.u.      | i.u.             | i.u.             | 27:05,64         | 2                |
| Nicholas Bett        | Herrarnas 400 meter häck     | DSQ      | DSQ       | Gick inte vidare | Gick inte vidare | Gick inte vidare | Gick inte vidare |
| Aron Koech           | Herrarnas 400 meter häck     | 48,77    | 1 Q       | 48,49            | 1 Q              | 49,09            | 7                |
| Boniface Mucheru     | Herrarnas 400 meter häck     | 48,91    | 2 Q       | 48,85            | 2 Q              | 47,78 NR         | 2                |
| Ezekiel Kemboi       | Herrarnas 3 000 meter hinder | 8:25,51  | 3 Q       | i.u.             | i.u.             | DSQ              | DSQ              |
| Brimin Kipruto       | Herrarnas 3 000 meter hinder | 8:26,25  | 2 Q       | i.u.             | i.u.             | 8:18,79          | 7                |
| Conseslus Kipruto    | Herrarnas 3 000 meter hinder | 8:21,40  | 1 Q       | i.u.             | i.u.             | 8:03,28 0OR0     | 1                |
| Stanley Biwott       | Herrarnas maraton            | i.u.     | i.u.      | i.u.             | i.u.             | DNF              | DNF              |
| Eliud Kipchoge       | Herrarnas maraton            | i.u.     | i.u.      | i.u.             | i.u.             | 2:08:44          | 1                |
| Wesley Korir         | Herrarnas maraton            | i.u.     | i.u.      | i.u.             | i.u.             | DNF              | DNF              |
| Samuel Gathimba      | Herrarnas 20 km gång         | i.u.     | i.u.      | i.u.             | i.u.             | DNF              | DNF              |
| Simon Wachira        | Herrarnas 20 km gång         | i.u.     | i.u.      | i.u.             | i.u.             | DNF              | DNF              |

Fältgrenar
| Idrottare   | Gren                    | Kval    | Kval      | Final   | Final     |
| Idrottare   | Gren                    | Distans | Placering | Distans | Placering |
| ----------- | ----------------------- | ------- | --------- | ------- | --------- |
| Julius Yego | Herrarnas spjutkastning | 83,55   | 5 Q       | 88,24   | 2         |

Damer
Bana och väg
| Idrottare           | Gren                        | Heat     | Heat      | Semifinal        | Semifinal        | Final            | Final            |
| Idrottare           | Gren                        | Resultat | Placering | Resultat         | Placering        | Resultat         | Placering        |
| ------------------- | --------------------------- | -------- | --------- | ---------------- | ---------------- | ---------------- | ---------------- |
| Winnie Chebet       | Damernas 800 meter          | 2:01,65  | 2 Q       | 2:01,90          | 6                | Gick inte vidare | Gick inte vidare |
| Eunice Sum          | Damernas 800 meter          | 1:59,83  | 1 Q       | 2:00,88          | 7                | Gick inte vidare | Gick inte vidare |
| Margaret Wambui     | Damernas 800 meter          | 1:59,66  | 2 Q       | 1:59,21          | 1 Q              | 1:56,89          | 3                |
| Nancy Chepkwemoi    | Damernas 1 500 meter        | 4:15,41  | 11        | Gick inte vidare | Gick inte vidare | Gick inte vidare | Gick inte vidare |
| Faith Kipyegon      | Damernas 1 500 meter        | 4:06,65  | 2 Q       | 4:03,95          | 1 Q              | 4:08,92          | 1                |
| Viola Cheptoo Lagat | Damernas 1 500 meter        | 4:08,09  | 8 q       | 4:06,83          | 6                | Gick inte vidare | Gick inte vidare |
| Mercy Cherono       | Damernas 5 000 meter        | 15:19,56 | 3 Q       | i.u.             | i.u.             | 14:42,89         | 4                |
| Vivian Cheruiyot    | Damernas 5 000 meter        | 15:17,74 | 3 Q       | i.u.             | i.u.             | 14:26,17 OR      | 1                |
| Hellen Obiri        | Damernas 5 000 meter        | 15:19,38 | 1 Q       | i.u.             | i.u.             | 14:29,77         | 2                |
| Alice Aprot         | Damernas 10 000 meter       | i.u.     | i.u.      | i.u.             | i.u.             | 29:53,51         | 4                |
| Vivian Cheruiyot    | Damernas 10 000 meter       | i.u.     | i.u.      | i.u.             | i.u.             | 29:32,53 NR      | 2                |
| Betsy Saina         | Damernas 10 000 meter       | i.u.     | i.u.      | i.u.             | i.u.             | 30:07,78         | 5                |
| Maureen Jelagat     | Damernas 400 meter häck     | 57,97    | 8         | Gick inte vidare | Gick inte vidare | Gick inte vidare | Gick inte vidare |
| Beatrice Chepkoech  | Damernas 3 000 meter hinder | 9:17,55  | 1 Q       | i.u.             | i.u.             | 9:16,05          | 4                |
| Hyvin Jepkemoi      | Damernas 3 000 meter hinder | 9:24,61  | 1 Q       | i.u.             | i.u.             | 9:07,12          | 2                |
| Lydia Rotich        | Damernas 3 000 meter hinder | 9:30,21  | 5 q       | i.u.             | i.u.             | 9:29,90          | 13               |
| Visiline Jepkesho   | Damernas maraton            | i.u.     | i.u.      | i.u.             | i.u.             | 2:46:05          | 86               |
| Helah Kiprop        | Damernas maraton            | i.u.     | i.u.      | i.u.             | i.u.             | DNF              | DNF              |
| Jemima Sumgong      | Damernas maraton            | i.u.     | i.u.      | i.u.             | i.u.             | 2:24:04          | 1                |
| Grace Wanjiru       | Damernas 20 km gång         | i.u.     | i.u.      | i.u.             | i.u.             | 1:37:49          | 42               |

## Judo
| Idrottare      | Gren                       | Omgång 1             | Omgång 2             | Omgång 3             | Kvartsfinaler        | Semifinaler          | Återkval             | Final / BM           | Final / BM       |
| Idrottare      | Gren                       | Motståndare Resultat | Motståndare Resultat | Motståndare Resultat | Motståndare Resultat | Motståndare Resultat | Motståndare Resultat | Motståndare Resultat | Placering        |
| -------------- | -------------------------- | -------------------- | -------------------- | -------------------- | -------------------- | -------------------- | -------------------- | -------------------- | ---------------- |
| Kiplangat Sang | Herrarnas mellanvikt −90kg | Bye                  | Tóth (HUN) L 000–100 | Gick inte vidare     | Gick inte vidare     | Gick inte vidare     | Gick inte vidare     | Gick inte vidare     | Gick inte vidare |

## Simning
| Idrottare      | Gren                    | Heat    | Heat      | Semifinal        | Semifinal        | Final            | Final            |
| Idrottare      | Gren                    | Tid     | Placering | Tid              | Placering        | Tid              | Placering        |
| -------------- | ----------------------- | ------- | --------- | ---------------- | ---------------- | ---------------- | ---------------- |
| Hamdan Bayusuf | Herrarnas 100 m ryggsim | 1.00,28 | 38        | Gick inte vidare | Gick inte vidare | Gick inte vidare | Gick inte vidare |
| Talisa Lanoe   | Damernas 100 m ryggsim  | 1.10,02 | 33        | Gick inte vidare | Gick inte vidare | Gick inte vidare | Gick inte vidare |